# Guennadi Iakovlev
Guennadi Pavlovitch Iakovlev (en russe : Геннадий Павлович Яковлев), né le 7 juin 1938 à Léningrad (république socialiste fédérative soviétique de Russie, URSS) et mort le 12 janvier 2024, est un botaniste soviétique puis russe, spécialiste des Fabaceae.

## Biographie
Gennadi Iakovlev vient à l’Institut botanique en 1957, alors qu’il est encore étudiant. Il travaille longtemps à l’institut, participe à des expéditions au Vietnam et à Cuba.

## Publications
- 1964 : (ru) Nobaia sistema roda Sophora L i ego philogenie, Trudy Leningradskogo khimico-farmacevticheskogo instituta no 17, p. 50-77.
- 1967 : (ru) Zametki po sistematike i geographii roda Sophora L. i blizkikh rodov, Trudy Leningradskogo khimico-farmacevticheskogo instituta no 21, p. 42-62
- 1967 : (ru) avec N. V. Syrovezhko, Nekotorye osobennosti stroeniyasemyan roda Sophora L. i blizkikh k nemu rodov v svyazi s ikh sistematikoi i filogeniei, Trudy Leningradskogo khimico-farmacevticheskogo instituta no 21, p. 90-98
- 1987 : (ru) avec O. A. Svyazeva, Zametki o vidakh sektsii Caragana roda Caragana Lam. (Fabaceae), Novosti syst. Vyssh. Rast. no 24, p. 126
- 1996 : (en) avec A. K. Sytin et Yu R. Roskov, Legumes of Northern Eurasia. A checklist, Royal Botanic gardens, Kew, p. 482-503